# Spelradion
Spelradion var en svensk poddradioprogram om TV- och datorspel som sändes mellan april 2007 och september 2010. Spelradion utkom vanligtvis på onsdagar och leddes av Johan Hallstan och Kristian Johansson.

## Struktur
Programmet var utformad som ett radioprogram, med fasta sektioner såsom nyheter, veckans kontrovers och "sexiga deals". Vanligtvis var programmet uppdelat i tre delar, avskilda med pausmusik i form av remixad spelmusik. Programmet inleddes tidigare med låten The Concept of Love, som ursprungligen spelades i spelet Jet Set Radio Future. Trots att låten inte har mycket gemensamt med Spelradion, bortsett från att vara spelmusik, har den blivit en symbol för programmet. Efter samarbetet med Loading.se byttes låten ut mot en originalskriven låt av Kristian Johansson. I merparten av Spelradions avsnitt figurerade en gäst från svensk spelindustri eller -media, bland dessa är Victor Leijonhufvud och Angelica 'Xboxflickan' Norgren vanligt förekommande. Spelradion har en klan, SUG (Spelradions utvalda garde), som figurerar i flera spel på flera plattformar. Årligen hålls även så kallade Spelradioträffar, där lyssnare, värdarna och gäster träffas och spelar och umgås. Hallstan och Johansson var under sändningstiden mycket aktiva på programmets forum, och spelade dessutom med några av lyssnarna.

### Emil-O-Rama
Emil-O-Rama startades av Emil Olofsson (avliden 30 maj 2015) den 25 april 2008 som en särskild sidogren till Spelradion med inriktning på indie- och retrospel med intervjuer och samtal med olika gäster varje fredag. I majoriteten av avsnitten medverkade också Martin Lindell från Dataspelsbranschen och man hade återkommande tävlingar som "Gissa spelet" och "Retro Track". Hösten 2008 blev Emil-O-Rama fristående och upphörde med verksamheten med sitt 30:e program den 21 november samma år.

## Svenska poddradiopriset
År 2008 och 2009 nominerades Spelradion i fyra kategorier i Svenska poddradiopriset. Spelradion tog hem pris i tre av dessa 2008; Bästa Kultur och Nöje, Bästa Amatörkanal och Bästa Originalkanal. 2009 vann Spelradion återigen pris i kategorin Bästa Kultur och Nöje. År 2010 nominerades Spelradion i tre kategorier, men vann ingen av dessa.

## Samarbete med Loading.se
I mars år 2009 inleddes ett samarbete mellan Spelradion och sidan Loading.se, som är knuten till tidskriften LEVEL. Detta innebar att Spelradion publicerades på Loading.se, och att Spelradions forum sammanfogades med forumet på Loading.se. Det gamla forumet finns dock fortfarande kvar.

## Nedläggning
Den 30 augusti 2010 meddelades att Spelradion skulle lägga ned. Skälet var att Johansson inte längre hade tid att redigera avsnitten. Spelradions sista avsnitt sändes den 1 september 2010. Under Gamex 2010 på Kistamässan i Stockholm gjordes en direktinspelning av Spelradion med Johansson, Hallstan och många av de mest återkommande gästerna.